# Паршин Петро Іванович
Петро Іванович Паршин (16 жовтня 1899, станція Воєйковська Нижньоломовського повіту Пензенської губернії, тепер станція Бєлінська міста Кам'янки Пензенської області, Російська Федерація — 11 жовтня 1970, місто Москва) — радянський діяч, народний комісар загального машинобудування СРСР, народний комісар мінометного озброєння СРСР, міністр машинобудування і приладобудування СРСР. Кандидат у члени ЦК КПРС у 1952—1956 роках. Депутат Верховної ради РРФСР 1-го, 4-го скликань. Депутат Верховної ради СРСР 2-го скликання.

## Життєпис
Народився в родині залізничника. У 1914—1917 роках навчався в Пензенському залізничному технічному училищі.
З березня 1917 року працював техніком-практикантом, дільничним десятником і виконробом на Сизрано-В'ятській залізниці в місті Пензі. З 1921 року працював слюсарем вагового заводу «Держметр» у Петрограді.
У 1924 році закінчив Ленінградський політехнічний інститут.
У 1924—1927 роках — майстер, головний інженер державного союзного вагового заводу «Держметр» у Ленінграді.
У квітні 1927 — серпні 1937 року — директор державного союзного вагового заводу «Держметр» у Ленінграді.
Член ВКП(б) з 1928 року.
У серпні — грудні 1937 року — начальник Головного управління середнього машинобудування Народного комісаріату важкої промисловості СРСР.
У січні 1938 — лютому 1939 року — заступник народного комісара машинобудування СРСР.
5 лютого 1939 — 26 листопада 1941 року — народний комісар загального машинобудування СРСР.
26 листопада 1941 — 17 лютого 1946 року — народний комісар мінометного озброєння СРСР.
17 лютого 1946 — 5 березня 1953 року — міністр машинобудування і приладобудування СРСР.
У березні 1953 — 19 квітня 1954 року — 1-й заступник міністра машинобудування СРСР.
19 квітня 1954 — 21 січня 1956 року — міністр машинобудування і приладобудування СРСР.
У січні 1956 — 1957 року — заступник міністра машинобудування СРСР.
З 1957 року — персональний пенсіонер союзного значення в Москві.
Помер 11 жовтня 1970 року в Москві. Похований на Новодівочому цвинтарі Москви.

## Звання
- генерал-лейтенант інженерно-технічної служби (5.08.1944)
- генерал-полковник інженерно-технічної служби (18.11.1944)

## Нагороди
- п'ять орденів Леніна (20.10.1949,)
- орден Кутузова І ст. (18.11.1944)
- орден Трудового Червоного Прапора
- медалі
- Сталінська премія (1953)